# Hemiboea fangii
Hemiboea fangii là một loài thực vật có hoa trong họ Tai voi. Loài này được Chun ex Z.Y. Li mô tả khoa học đầu tiên năm 1983.